# Bieberstein (Adelsgeschlecht)

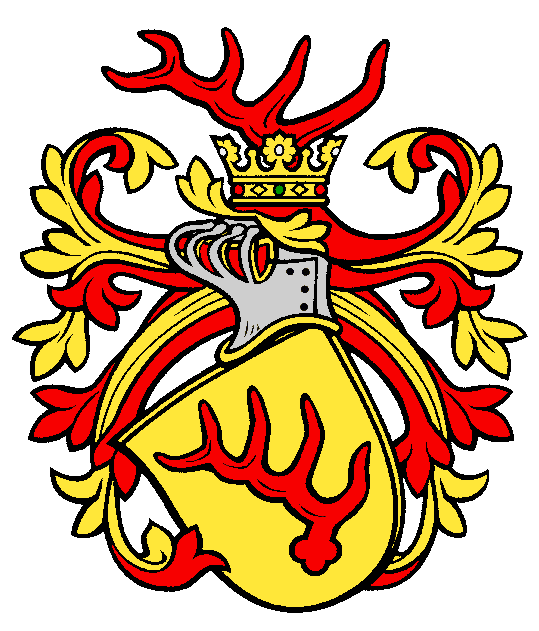
Wappen derer von Bieberstein

Die Bieberstein (auch Biberstein, tschechisch Biberštejn, polnisch Bibersztajn) waren ein von Burg Bieberstein in der Markgrafschaft Meißen stammendes, in Böhmen mit Friedland seit 1278, und in Schlesien und den Lausitzen reich begütertes Adelsgeschlecht.

## Geschichte
Der erste Vertreter des Biebersteiner Geschlechts ist der 1218 und 1228 auf dem Sächsischen Landding als Urkundenzeuge belegte Günther von Bieberstein. Er saß – obwohl direkte Belege dafür fehlen – auf Burg Bieberstein nördlich von Freiberg und gehörte offenbar dem reichsnahen pleißenländischen Adel an. Beredtes Zeugnis dafür ist seine Teilnahme (oder die seines gleichnamigen Sohnes) am Reichstag in Wien 1237. Später ist allerdings auch der Besitz wettinischer Lehen im Burgward Mochau belegt. Beziehungen der Biebersteiner zum Adel des Altreichs lassen sich nicht herstellen, so dass ihre soziale Herkunft aus edelfreiem oder ministerialem Stand unentschieden bleiben muss. Zu diesen wenigen biographischen Details seines Lebens kommt noch die mutmaßliche Teilnahme Günthers am Dritten Kreuzzug.
Günther (I.) hatte drei Söhne, Günther (II.), Rudolf und Ulrich. „Gvntherus et Rudolfus fratres de Biberstein“ werden erstmals 1241 in der Oberlausitzer Grenzurkunde unter den Zeugen genannt. 1245 werden alle drei Brüder zusammen erwähnt. Ulrich (gest. 13. August 1248/50) – wohl als Ältester – erbte das väterliche Gut Bieberstein. Er ist nur ein einziges Mal als Urkundenzeuge in Schlesien genannt; anders als seine Brüder betraute er nicht das Kloster Kamenz, sondern Altzelle mit seiner Memoria. Seine Güter werden nach seinem Tod von seinen Brüdern offenbar relativ schnell veräußert. Das betrifft die Orte Cupnitz und Theeschütz und die Stammburg ebenso wie Zinse im Burgward Mochau; 1290 wird mit dem Patronatsrecht über die Kirche in Mochau der letzte Rest biebersteinschen Besitzes in Sachsen veräußert. Günther und Rudolf hingegen suchten wie viele sächsische Adlige nach Aufstiegsmöglichkeiten an den Höfen der schlesischen Herzöge und waren dabei überaus erfolgreich. Bereits 1241 sind sie u. a. mit Heinrich von Liebental Zeugen der Oberlausitzer Grenzurkunde, ein Engagement, dass sich wohl durch die Grenzlage ihrer Güter erklärt. Im Folgenden ist vor allem Günther häufig in Urkunden der Herzöge Boleslaw II. von Schlesien-Liegnitz und Heinrich III. von Schlesien-Breslau genannt. Im Dienste des ersteren ist er vielleicht schon 1243 Kastellan von Glogau, 1247 Kämmerer in Liegnitz, seit 1250 wird ihm gelegentlich der Titel eines „Grafen“ beigelegt. Bei Frankenstein besitzen die Biebersteiner spätestens 1266 das Dorf Stolz und geraten darüber in Streit um Pfarreirechte mit dem Pfarrer in Zadel. Stolz wird im Folgenden zum Stammsitz einer Linie der Biebersteiner, die sich durch ihre Memorialstiftung im Kloster Kamenz über drei Generationen verfolgen lässt. Ihr gehören die Söhne Günthers (II.) und Juttas, Otto mit seiner Frau Elisabeth und Rudolf (Kanoniker in Breslau) an, sowie der gleichnamige Sohn Ottos.
Neben den unbekannten Dörfern Oleswitz (1253) und Cadce (1273) werden nun auch weitere Besitzungen erkennbar:
- 1259 zeigt eine Stiftung an das Magdalenenkloster in Naumburg, das Günther (II.) Besitz in Neudorf am Queis hatte; wahrscheinlich gehörte zu diesem auch Siegersdorf und Bienitz, sowie vielleicht auch schon Günthersdorf (Godzieszów).[19]
- In Hundfeld besaß sein Sohn Otto ein 1274 durch eine Schenke erweitertes Gut, das er 1281 an Breslauer Bürger verkaufte.[20]
- Der Zoll in Lauban, den Johann von Bieberstein 1306 aufhebt, geht eventuell auf älteren gemeinsamen Familienbesitz zurück, da nicht nur seine Brüder, sondern auch Onkel bzw. Vettern beteiligt waren.[21]

1278 erwirbt Rulco von Bieberstein für 800 Mark die Herrschaft Friedland von König Ottokar II. Přemysl und verpflichtet sich zur Heerfolge in dem im selben Jahr beginnenden Krieg gegen König Rudolf von Habsburg. Damit kämpfen in diesem Jahr offenbar Biebersteiner auf beiden Seiten dieses Konfliktes, denn 1277 hatte bereits Otto von Bieberstein durch Vermittlung Rudolfs die Belehnung durch König Ladislaus von Ungarn mit Gütern erwirkt, die er inzwischen im Norden Ungarns erworben hatte.
Bis zur Mitte des 16. Jahrhunderts bekleideten verschiedene Biebersteins bedeutende Ämter am Hof in Prag und in verschiedenen Ländern der Krone Böhmens, zuerst 1385/1400 Johann von Bieberstein als Rat König Wenzels. Dann sank der Stern des Friedländer Hauses. Ihren letzten Zweig besaßen die Herrschaften in Forst und Pförten in der Niederlausitz. Seit 1667 sind sie im Mannesstamm erloschen. Die zu Stolz bei Frankenstein in Schlesien gesessene Linie scheint sich weiter nach Oberschlesien und in den Krakauer Bereich verbreitet zu haben.
Mit dem seit 1196 urkundlich belegten Geschlecht der Marschälle von Bieberstein, das seit 1399 auf Burg Bieberstein saß und sich entsprechend benannte, besteht ebenso wenig eine verwandtschaftliche Beziehung wie zu den Rogalla von Bieberstein.
Siehe auch: Sächsische Münzgeschichte#Dynastenbrakteaten

## Persönlichkeiten
- Johann von Bieberstein (1290–1306), auf Friedland
- Friedrich von Bieberstein (vor 1306?–1360), auf Friedland und Sorau, Gefolgsmann von Kaiser Karl IV.
- Heinrich von Bieberstein (1341/42)
- Johann von Bieberstein (* 1342; † 3. Februar 1424 in Sorau), er erbte zusammen mit seinem Bruder Ulrich von B. 1360 die Herrschaften Friedland, und Hammerstein mit Reichenberg (Liberec) in Nordböhmen, sowie mehrere Herrschaften in Schlesien, der Ober- und Niederlausitz, unter diesen: Landskrone, Tauchritz, Sorau, Beeskow u. Storkow[25]
- Ulrich von Bieberstein (1360–1406)
- Ulrich von Bieberstein (1428/54), auf Friedland und Forst
- Wenzel von Bieberstein (1428/54), dessen Bruder, auf Friedland und Forst
- Friedrich von Bieberstein (1428/54), dessen Bruder, auf Friedland und Forst
- Ulrich V. von Biberstein (* 1457; † 28. Januar 1519 in Friedland), seit 1463 Besitzer der Herrschaft Friedland; Parteinahme für den katholischen Herrenbund gegen Georg von Podiebrad, 1469 Zerstörung von Burg Friedland durch die Hussiten und Wiederaufbau. In langwierigen Verhandlungen Erhaltung der schlesischen und lausitzschen Besitzungen.[26]
- Joachim I. von Biberstein (* um 1455; † März/April 1521), er kaufte im Jahr 1516 die Burg Děvín (Dewin) mit Oschitz und die Burg Roll bei Niemes, Erbe der Herrschaften Friedland und Hammerstein mit Reichenberg (Liberec); in Thorn in Westpreußen 1529 Vermittler zwischen dem Hochmeister des Deutschen Ordens und dem König von Polen.
- Karl von Biberstein (* 28. März 1528?; † 27. April 1593), auf Schloss Neustranow bei Jungbunzlau (Stranov), 1554 bis 1588 Hauptmann des Fürstentums Glogau in Schlesien, 1566 bis 1571 Oberstmünzmeister in Böhmen in Kuttenberg. Beauftragter der utraquistischen Stände im Landtag, 1589 Erwerb der Herrschaft Stranov südlich von Jungbunzlau
- Christoph von Bieberstein (1551), auf Friedland[26]
- Johann VI. Freiherr (seit 1547) von Biberstein († 9. Dezember 1550), Sohn des Ulrich V., Vormund der Kinder seines 1521 verstorbenen Bruders Joachim I.; Verwalter der Herrschaften Friedland und Hammerstein mit Reichenberg, 1524 Erwerb der nordböhmischen Herrschaft Kost mit der Burg Trosky und der Stadt Sobotka, 1527 bis 1548 Hauptmann des Bunzlauer Kreises; 1549 Berichterstatter des Herrenstandes im Böhmischen Landtag
- Wenzel von Bieberstein (1554), zu Sorau
- Mathias von Bieberstein (–1521), zu Pförten und Forst
- Balthasar von Bieberstein (1521), dessen Sohn, auf Forst-Pförten
- Melchior von Bieberstein (1521), dessen Bruder, auf Forst-Pförten
- Jahn von Bieberstein (1521), dessen Bruder, auf Forst-Pförten
- Hieronymus von Bieberstein (–1549), auf Friedland
- Johann von Biberstein (1518–1550), auf Friedland und Kost
- Christoph von Bieberstein (–1551), auf Friedland
- Ferdinand I. von Bieberstein (1586–1629)[27] zu Forst-Pförten, verheiratet mit Eva Schenk von Landsberg (1589–1657), Eltern von Ferdinand II. und Joachim Ernst von Bieberstein
- Johann Wilhelm Freiherr von Biberstein (1594–1624) zu Forst-Pförten, verheiratet mit Anna von Dallwitz (1595–1641), Eltern von Sophia (1616–1658) und Elisabeth von Biberstein (1623–1683)
- Ferdinand II. Freiherr von Biberstein (1620–1667), letzter männlicher Nachkomme der Linie Forst und Pförten und letzter Biebersteiner († 16. Oktober 1667), verheiratet (I) mit Sophia von Biberstein (1616–1658) und (II) mit Amalie Juliane Reuß zu Untergreiz (1636–1688)
- Elisabeth Freiin von Biberstein (1623–1683); † 28. Oktober 1683 als Letzte des Geschlechts, Pröpstin des Reichsfreien Stifts zu Quedlinburg, verehelicht mit Johann Albrecht (IV.) Howora, Freiherr von Krzineczky von Ronow, d.d.Wien 6. November 1670 Reichsgraf von Ronow und Biberstein (1624–1707), mit Wappenvereinigung Ronow und Biberstein

## Adelserhebungen und Adelsanerkennungen
1547 wird Johann von Biberstein (1518–1550) auf Kost vom Herrenstand in den böhmischen Freiherrnstand erhoben.

## Wappen

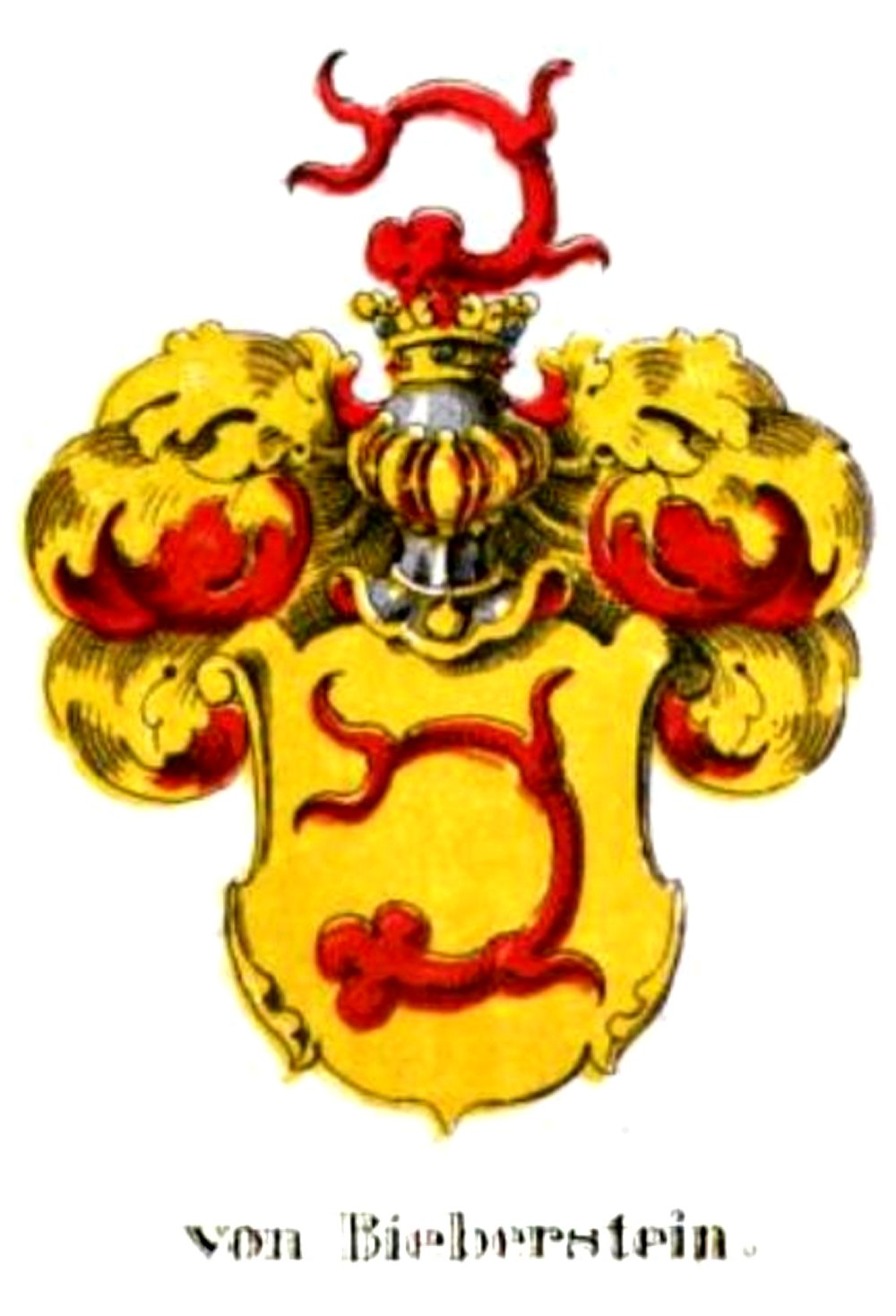
Wappen im Württembergischen Wappenbuch von Leonhard Dorst von 1846

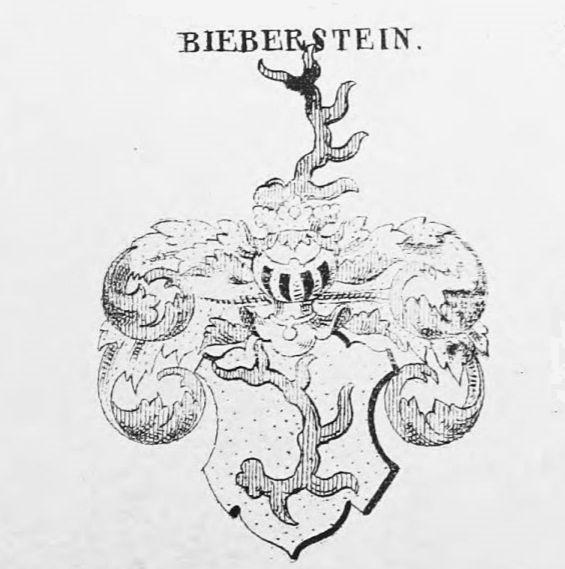
Wappen der Bieberstein in Siebmachers Wappenbuch, 1874

Das Stammwappen zeigt in Gold ein stehendes, rotes, fünfendiges Hirschhorn. Auf dem Helm mit rot-goldenen Decken das Schildbild. Im ältesten Siegel des Geschlechts, dem des comes Guntherus de Byberstein an einer zu Naumburg (Quais) am 20. Februar 1259 in Schlesien ausgestellten Urkunde, ist das Hirschhorn noch stark gekrümmt. In der Farbe hiervon abweichend, zeigt das Bieberstein-Wappen im Wappensaal der Burg Lauf an der Pegnitz, erbaut um 1355 für Kaiser Karl IV., ein weißes, fünfendiges Hirschhorn in Rot. Die Zahl der Enden des Hirschhorns weicht nur in der Sekundärliteratur ab, erstmals mit vier Enden 1555 bei Virgil Solis. 1678 bringt Gabriel Bucelinus eine ausführliche Genealogie mit vierendigem Hirschhorn in Rot im Wappen.
Neben dem Stammwappen führte das Geschlecht ein großes vierfeldriges Wappen. Heraldisch betrachtet: Oben: links das rote Hirschhorn der von Biberstein in Gold, rechts der rote Hirsch für Sorau (von Pack), unten: rechts die drei Sensenklingen derer von Strele in Gold, links der weiße Bock derer von Koziel in Rot.
Die Biebersteiner und ihr Hirschhornwappen erlangten im 14. Jahrhundert einen so hohen Bekanntheitsgrad in Böhmen, Schlesien, Preußen, Klein- und Großpolen, dass in der polnischen Heraldik das Wappen mit dem fünfendigen Hirschhorn noch heute „Bibersztein“ genannt wird. Heynen, genannt Gelre, führt die Here v. Beversteyn in seinem um 1380 entstandenen Wappenbuch auf Platz 2 im Gefolge des Königs von Böhmen Wenzel IV. von Luxemburg. Am 25. Januar 1432 wird in Krakau gerichtlich notiert proclamacione … Byberstin, arma cornu cerwarium (Kriegsruf: Byberstin, Wappen Hirschhorn).
Jan Długosz listet zwischen 1462 und 1480 die 114 mächtigen Geschlechter des Königreichs Polen mit Wappenbeschreibung, Wappenbild und Herkunft: Nr. 25, Bibersten. Cuius insignia unum cornu in Campo ceruelo sursum elevatum; quorum genus et familia ex almania dinoscitur in Poloniam aduenisse. Viri loquaces et arrogantes. (H. 59)
Verschiedene Städte führen heute das rote Hirschhorn der Biebersteiner im Wappen:

Friedland (Frýdlant)
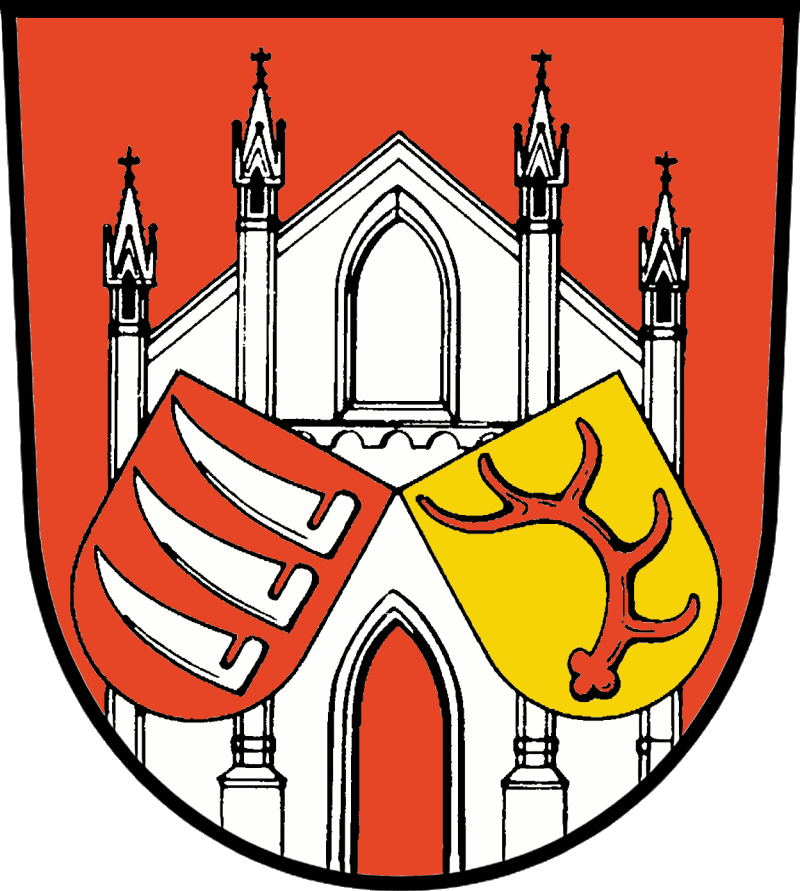
Beeskow
Sorau (Żary)
Triebel (Trzebiel)
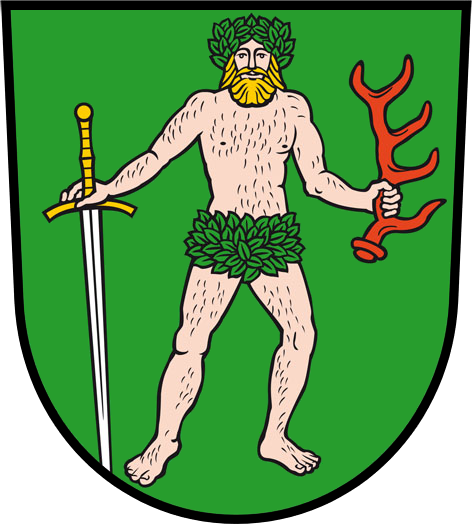
Bad Muskau
Forst/Lausitz
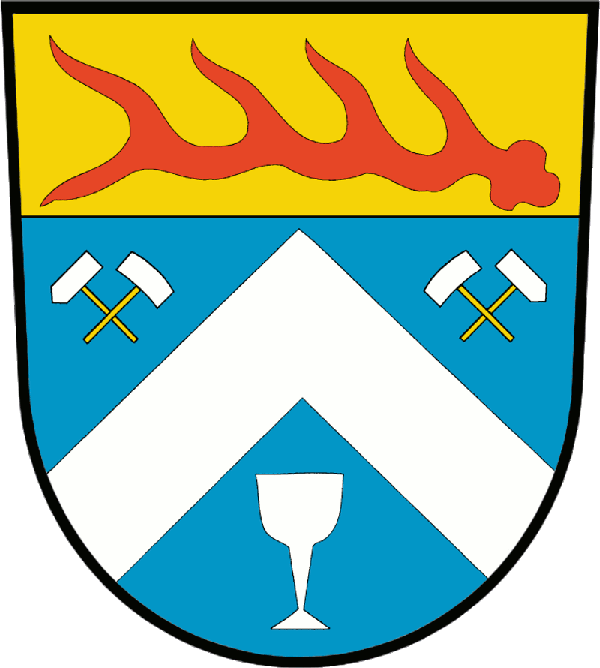
Döbern
Seidenberg (Zawidów)
Heinersdorf an der Tafelfichte (Jindřichovice pod Smrkem)

## Besitzungen

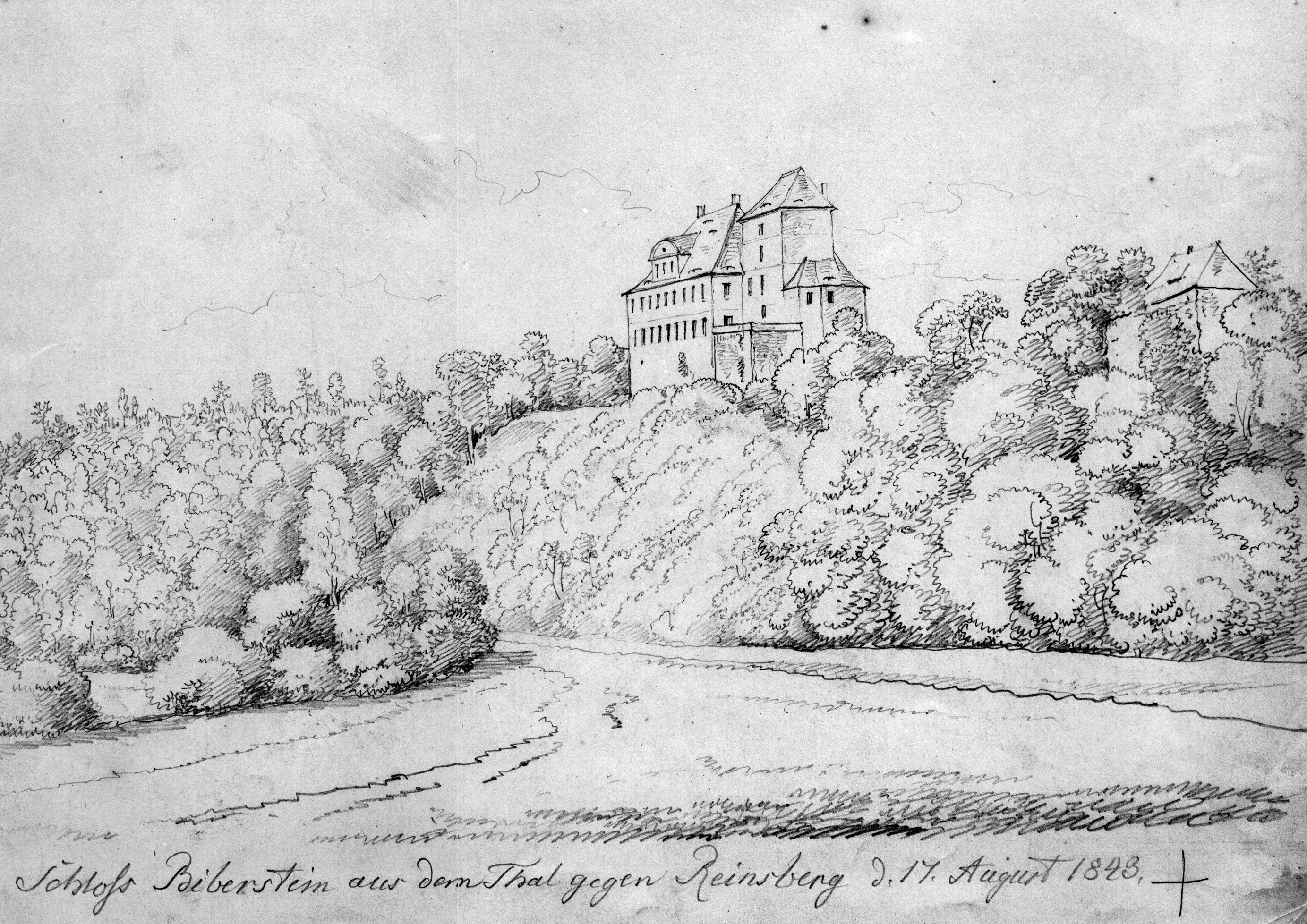
Burg Bieberstein im August 1848

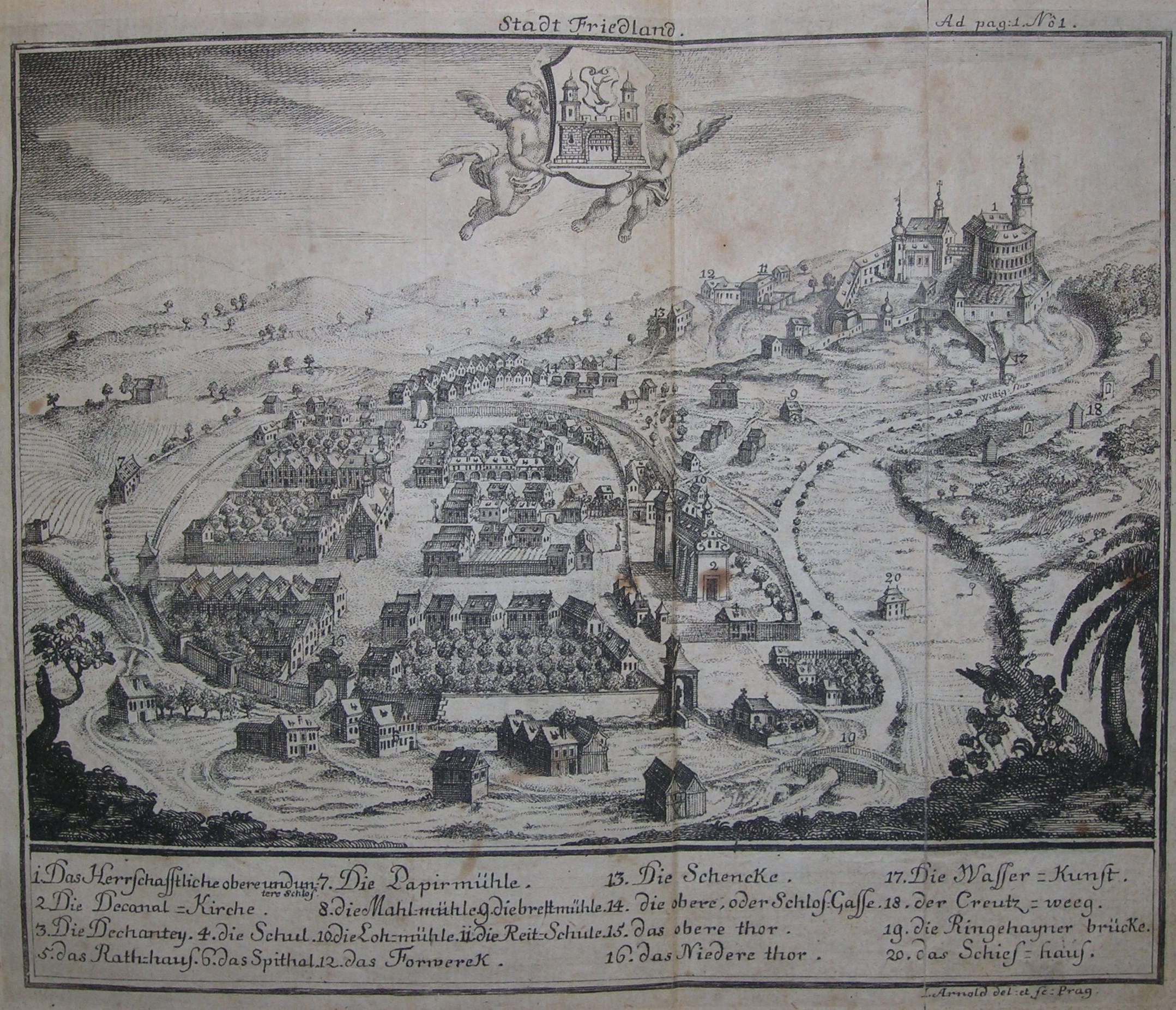
Burg und Stadt Friedland (1763)

| - Bieberstein, Burg zwischen Meißen und Freiberg von vor 1218 bis etwa 1290 - Cupnitz und Utescuwitz, Dörfer bei Mochau in Meißen bis 1250 - Lang Neundorf, Dorf in Schlesien 1259 - Friedland, Burg und Herrschaft in Böhmen (1278–1551) - Seidenberg in der Oberlausitz - Hundsfeld, Vorwerk bei Breslau bis 1281 - Wilkau, Dorf, Patronat und Schulzenamt bei Namslau (1290–1379) - Stolz, Gut bei Frankenstein in Schlesien von vor (1292–1368) - Hyrtendorph, Dorf bei Sprottau bis 1315 - Prausnitz, Stadt im Pfandbesitz (1317–1368) - Tauchritz, Gut im Weichbilde Görlitz (1349–1442), siehe Wasserschloss Tauchritz - Landeskrone bei Görlitz, Feste, 1357 | - Sorau, Burg und Stadt (1355–1551; 1381 58 Dörfer zählend) - Hammerstein, Burg in Böhmen ab 1357 - Beeskow, Burg und Stadt ab 1383 - Storkow, Burg und Stadt ab 1383 - Forst, Burg und Stadt in der Niederlausitz (1385–1667) - Triebel, Stadt in der Niederlausitz (1402–1551) - Sommerfeld, Burg und Stadt ab 1414 - Pförten, Burg und Stadt (1428–1667) - Muskau, Burg und Stadt (1444–1551) - Kost und Trosky, Burg in Böhmen ab 1524 - Hammer (Burg und Herrschaft Dewin), Burg bei Gabel vor 1520 - Neustranow und Stadt Zamost (1589–1609) |

## Ämter, Titel, Würden
- Baron (lat. baro, barones): baronibus quoque nostris … Gunthero de Bebirstein, 1290 Juni 23, Breslau,[36]
- Herr (lat. dominus): Domino Gunthero de Bibrustin, 1243 März 12, Nimptsch;[37] domino Gunthero de Byberstein et Rudolpho et Vlrico fratribus suis, 1245, Barschdorf,[37] domino Ottone dicto de Biberstein, 1281, April 29., Breslau,[38]
- Edel, Edler (lat. Nobilis): den edlen Männern Heinrich v. Bebirstein, 1341, Breslau; edlem Herrn Heinrich v. Bebirstein, Schweidnitz, 1342; presentibus nobili Ulrico de Bebirsteyn, 1366 April 10, Lubovie;[39] der Edel Herr Ulrich von Bebirsteyn, 1366, Prag;
- Freiherr: Johann von Biberstein auf Kost in den böhmischen Freiherrnstand. (1545) 1547,(Prag),[28] Freyherr. . v. Bibe’stain, 1555, Nürnberg,[30]
- Graf (lat. comes)': comes Guntherus de Bebirsteyn, 1250 Februar 12, Breslau;[37] comite Gunteo de Beursten 1250;[37] comite Gunthero de Biberstein 1251 Juni 25, Breslau;[40] fidelis noster comes Guntherus de Biberstein …sponsalici Jutte ucoris sue, Muchowe videlicet et Vteskwiz, 1253 März 19, Liegnitz;[40] domina Jutta uxor comitis Guntheri de Biberstein heriditatem, quam comes conventui domus Cellensis vendiderat (1253),[40] comite Gunthero de Bebirstein …. Rudolpho filio Guntheri de Bebirstein, 1253 Dezember 19, Neumarkt.[40] comiti Gunthero filio condam domini Rudolfi de Beversten (Graf Günther von Biberstein, Sohn des verstorbenen Herrn Rudolf v. Biberstein), 1273 August 22. Konin an der Prosna (Siminovici),[28][41] Elisabeth, Gemahlin des Grafen Otto [de Bibirstein], 1273, Pogarell bei Brieg,[28] Testibus: comite Guntero de Bibersten, 1303 Dezember 7. Tharnow,[41] comite Henrico filio com. Guntheri de Biversteyn, 1311 Mai 4., ohne Ort,[41]
- Jägermeister (lat. venator)', Gunthero de Biberstein venatore Wratizlauiensi (Jägermeister zu Breslau), 1292 April 21., Öls,[42]
- Kämmerer (lat. camerarius) von Liegnitz': Gunterus de Bibirstein et camerarii de Legniz, Rudolfi fratri eius, 1247 Oktober 18., Breslau;[40] Gunthero [de Bibirstein] camerario de Legniz, 1247 Dezember 28., auf dem Zopten.[37]
- Notar (lat notarius)': et ego notarius Guntherus de Byberstein, 1308, Liegnitz,[28]
- Protonotar: Protonotar Günther v. Byberstein, 1310. Januar 8., Breslau,[28] Günther v. Bebyrstein, 1314 Dezember 12, Breslau,[28]
- Ritter (lat. miles)': quod Guntherus miles dictus de Beursteyn 1266 Oktober 5. Viterbo,[40] quod Otto de Bybrsten mile noster. . de consensu fratris suis Rulconis de Bybrsten, uxoris sue. ., 1281 September 20., (Breslau),[38] Ritter Günther von Bibirstein, 1302 Juni 14, Brieg,[40] nostris militibus: Gunthero de Bibyrsteyn, Johhanne de Bibyrsteyn, 1312 Februar 29. Glogau,[41]

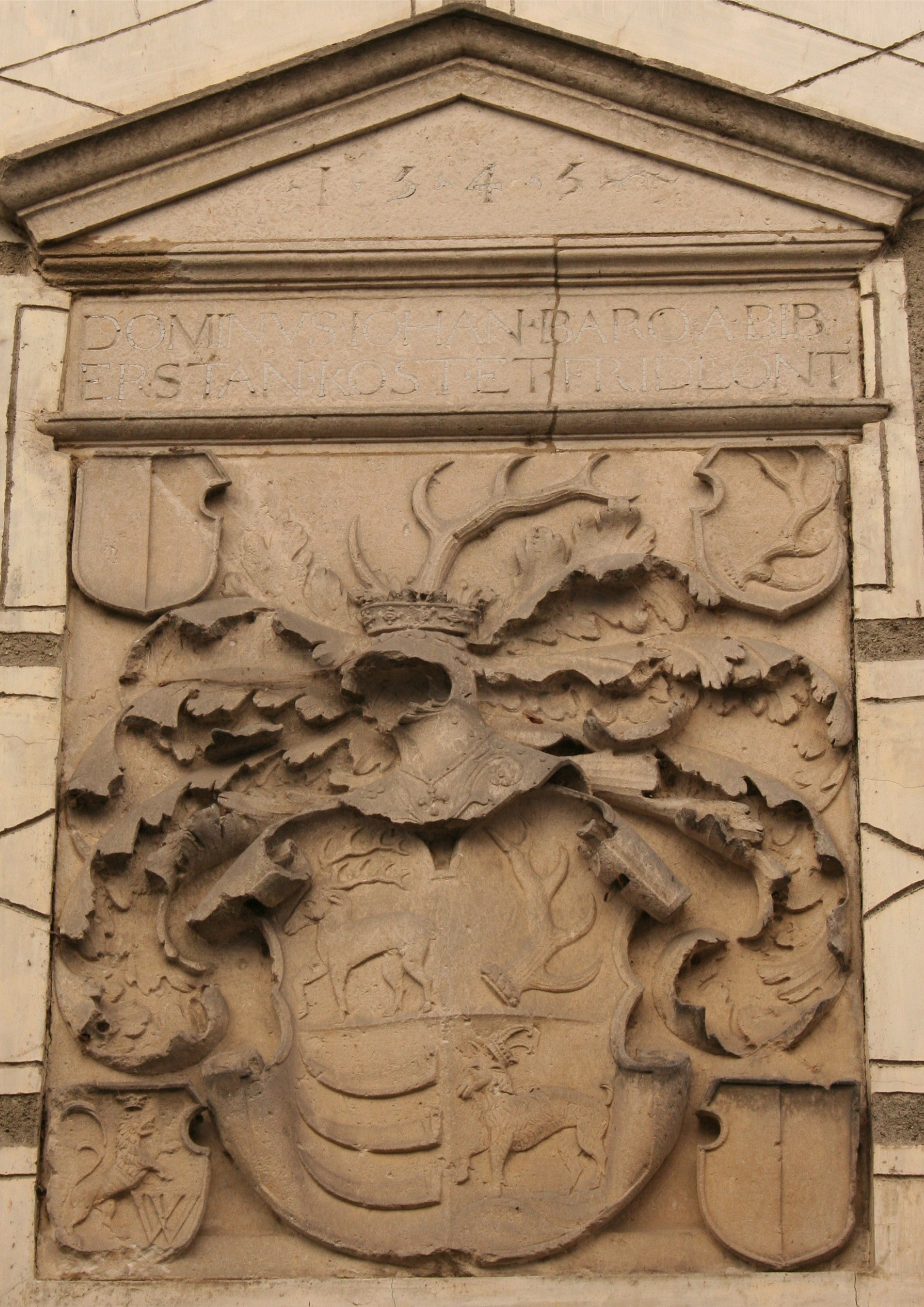
Sandsteinwappen der Herren von Bieberstein (Burg Kost, Böhmen, 1545)

## Denkmäler
- Steinernes Wappen des Friedrich von Bieberstein im Wappensaal der Burg Lauf an der Pegnitz, um 1354
- Kniender Ritter (Ulrich von Bieberstein?) in Rüstung mit Wappen von um 1380 in Haindorf bei Friedland in Böhmen[43]
- Steinernes Wappen in Burg Kost in Böhnen von 1545, vierfeldrig: 1. Hirschhorn fünfendig (für v. Bieberstein), 2. Hirsch schreitend (für Sorau), 3. drei Sensenklingen (v. Strele für Beeskow), 4. bekrönter Gamsbock auf Geröll (Bedeutung unklar). Text: DOMINUS JOHAN BARO A BIBERSTAIN ET FRIDLANT.
- Stehender Ritter in Rüstung mit großem und kleinem Wappen Christoph v. Bieberstein († 15. Dezember 1551) in der Dekanatskirche in Friedland[43]
- Stehender Ritter in Rüstung mit großem und kleinem Wappen Hieronymus v. Bieberstein († 30. Juni 1549) in der Dekanatskirche in Friedland[43]
- Stehender Ritter in Rüstung mit Wappen Johann v. Bieberstein († 9. Dezember 1550) in der Dekanatskirche in Friedland[43]
- Steinernes Wappen in Friedland in Böhmen über dem alten Burgtor[43]
- Steinernes Wappen in Sorau an der alten Burg
- Silbermünzen mit Wappen

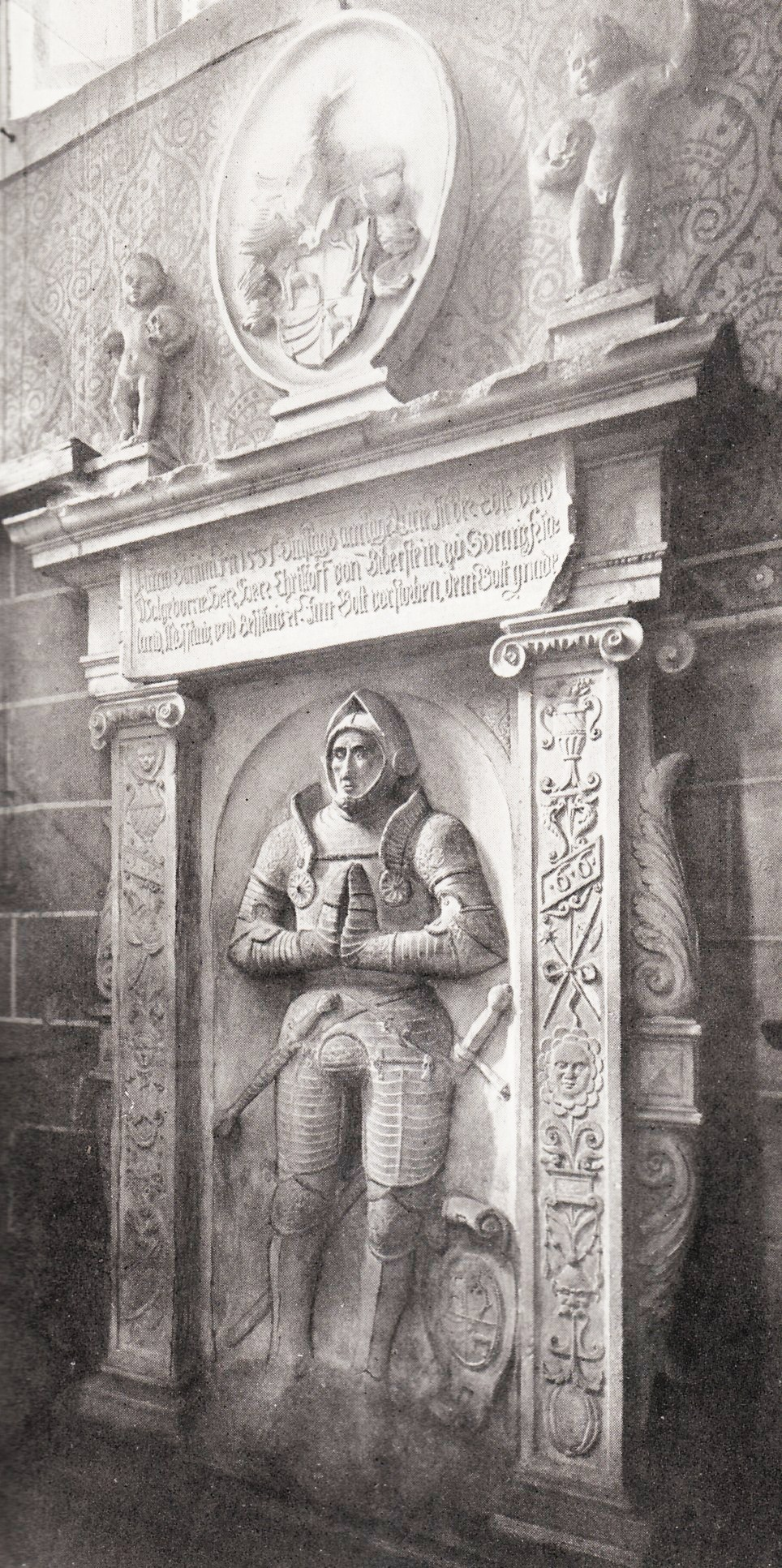
Epitaph für Christoph von Bieberstein († 1551)
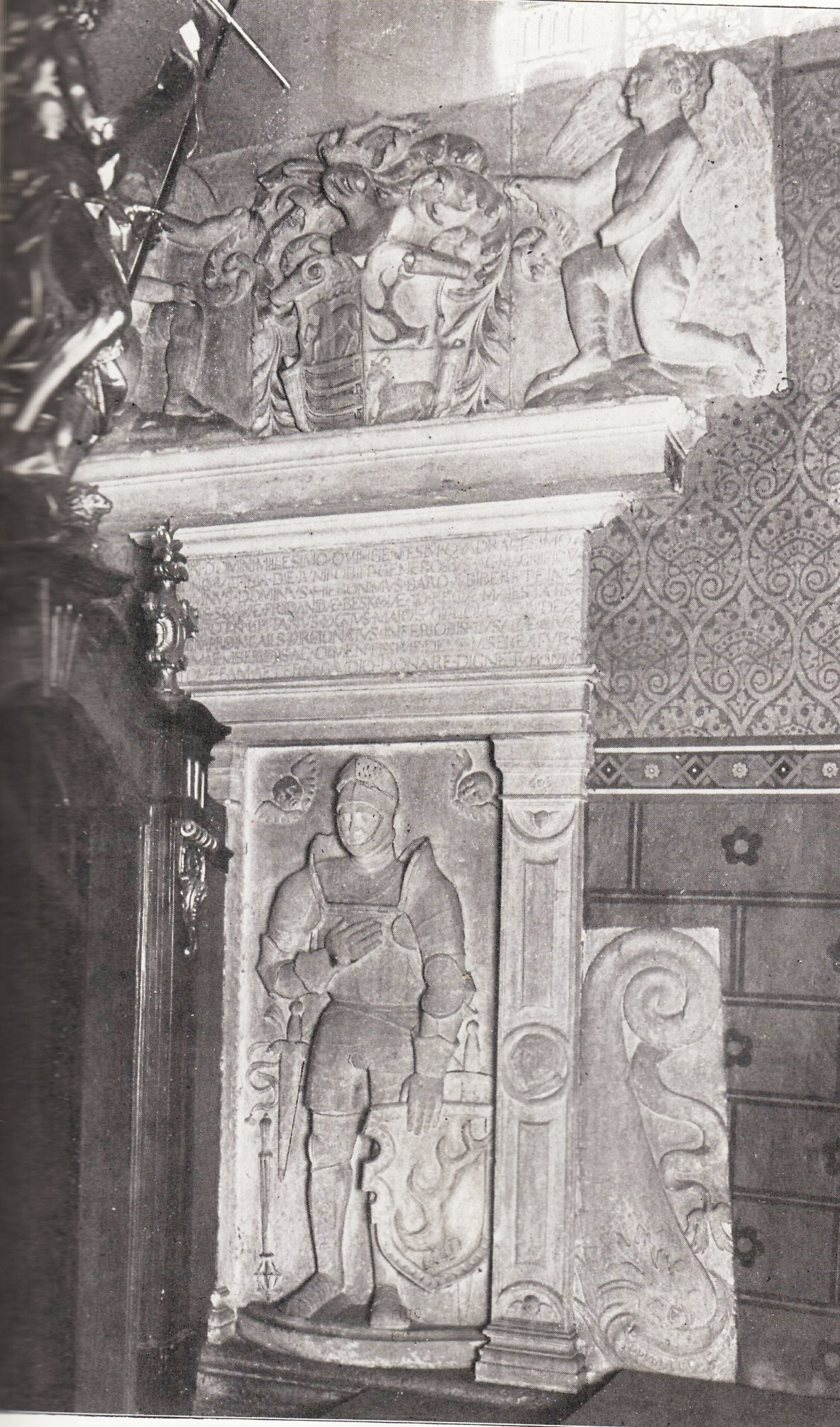
Epitaph für Hieronymus von Bieberstein († 1549)
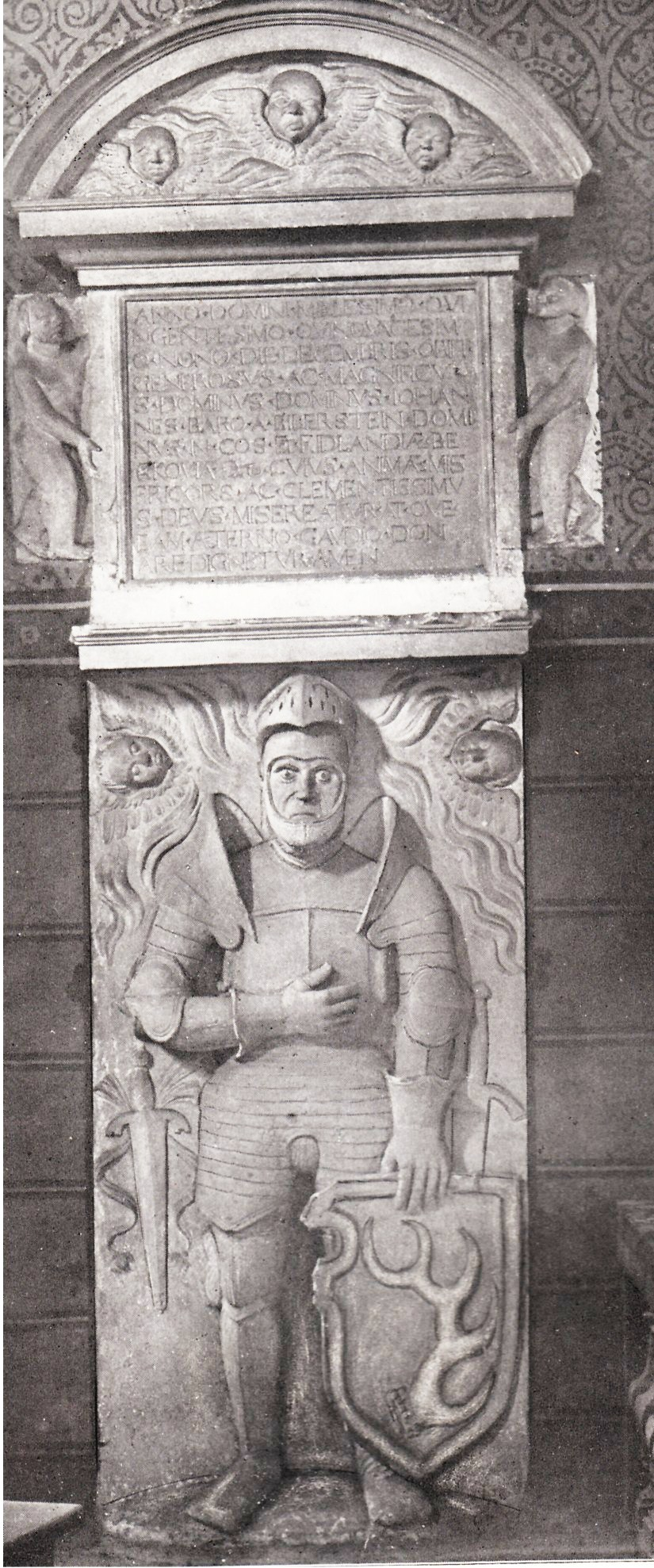
Epitaph für Johann IV. von Bieberstein († 1550)
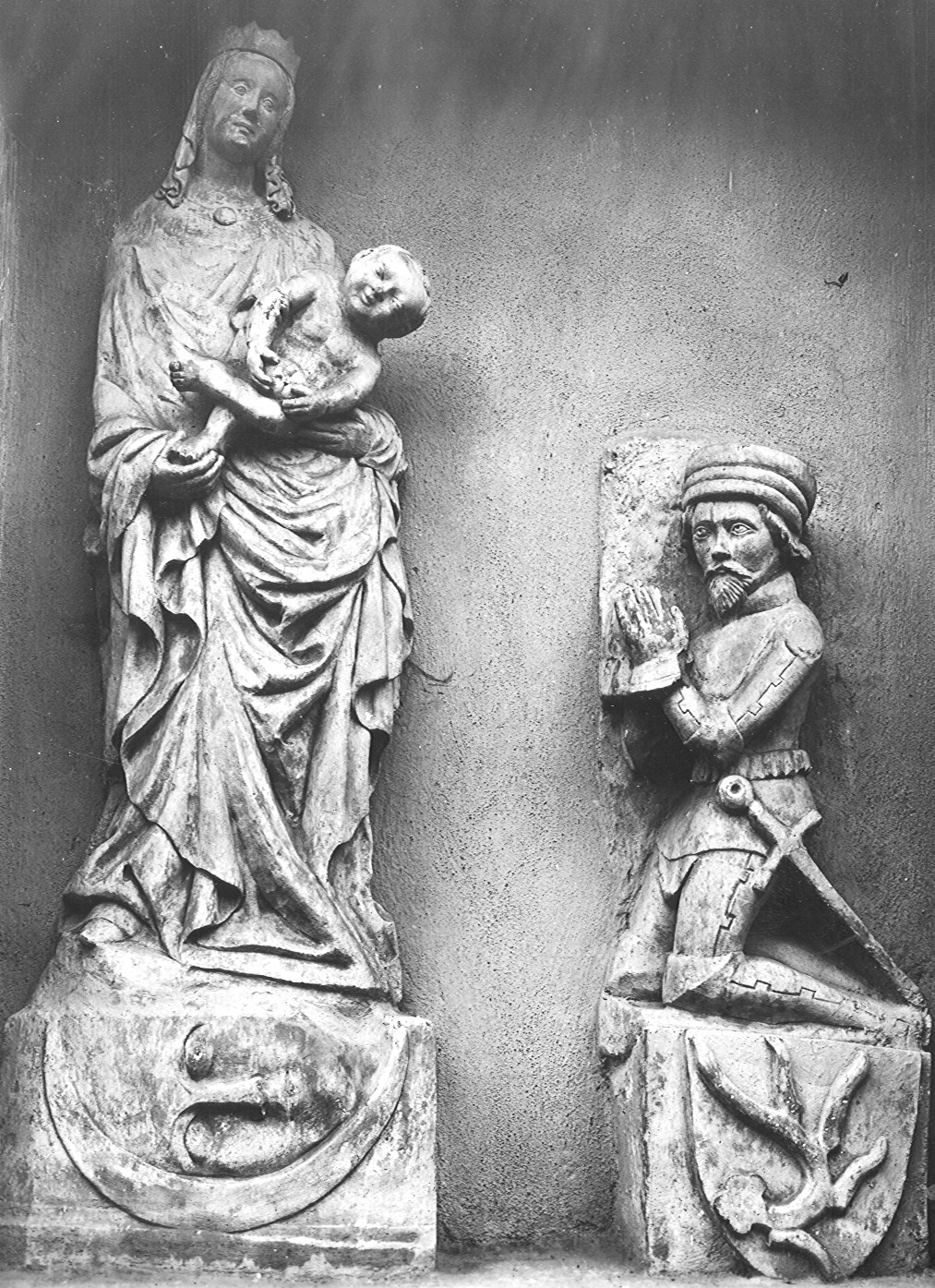
„Kniender Ritter“ mit Biebersteiner Wappen, Plastik, Ende 14. Jahrhundert, Hejnice